# 周大啟
周大啓（1605年1月23日—1647年），字開美，號芝田，南直隸蘇州府長洲縣人，明朝、南明政治人物。

## 生平
周大啟是天啓元年（1621年）辛酉科應天鄉試第六十九名舉人，崇禎七年（1634年）成甲戌科三甲二十四名進士，先在吏部觀政，同年六月獲授黃州推官，十一年（1638年）陞為刑部湖廣司主事，次年再陞為福建司郎中，十三年（1640年）前往福建恤刑。
崇祯十四年（1641年）周大啟回到黃州任知府，當時流寇屠殺湖廣人民，黃州城池已經被毀，他到任後徵召人民修葺，一個月就完成。
隆武初年何騰蛟推薦他，擢官湖廣督學僉事，到達辰州時清兵已攻至，他率領土司和吏民萬人於桃源反擊，清兵因此不敢侵犯；同時他也前往四川，堵胤錫命他開餉補充軍儲，不久被清軍抓拿，望關朝拜絕食而死，人民非常哀傷，草葬在永順司小乾溪，立祠祭祀。

## 引用
1. 1 2  錢海岳《南明史·卷六十三·列傳第三十九》：（昭宗時）行抵辰州，清兵至，（熊興麟）與李之芳、周大啟同被執。……大啟，字開美，崇禎七年進士。授黃州推官，遷知府。城毀於寇。召民版築，匝月城完。隆武初，何騰蛟薦擢湖廣督學僉事。至辰州，清兵至，率土司及吏民萬人逆擊於桃源，兵不敢犯。遂入川，堵胤錫命開餉生以資軍儲。後被執。望關再拜不食死。士民哀慟，藁葬於永順司之小乾溪，立祠祀之。
2. ↑  乾隆《長洲縣志·卷二十·科目》：天啟元年辛酉科 解元陳祖綬，武進人……周大啟見進士
3. ↑  《崇禎七年甲戌科進士三代履歷》：周大啓，曾祖榮太，學生；祖思；父時臣，沅陵縣三尹。芝田，字開美，易四房，甲辰年十二月初六日生，蘇州府長洲縣人，辛酉乡试，會二百七十八名，三甲二十四名，吏部觀政，六月授湖廣黃州府推官，戊寅升刑湖廣司主事，己卯升付建司郎中，庚辰付建恤刑。
4. ↑  乾隆《長洲縣志·卷二十四·人物三》：周大啟，字開美，崇禎甲戌進士。知黃州府事，流寇屠掠全楚，黃州城已毀；大啟至，召民版築，匝月城完。遷督學道，抵辰州賊至率上，土司及吏民逆於桃源，賊不敢犯。甲申聞變，望闕再拜不食死。士民哀慟，稾葬於辰州永順司之小乾溪立祠祀之。